# Do It Again (chanson de Steely Dan)
Singles de Steely Dan
Dallas
(1972) Reelin' In the Years
(1973)
Do It Again est une chanson de 1972 composée et interprétée par le groupe américain Steely Dan, qui l'a sorti comme single de leur premier album Can't Buy a Thrill. La version single diffère de la version album, raccourcissant l'intro et l'outro et omettant le solo d'orgue. 
Le titre présente un solo de sitar électrique de Denny Dias. Selon Tony Bacon, c'est « l'une des plus impressionnantes utilisations de Coral Sitar. […] Denny explique qu'il ne se souvient pas vraiment de la session d'enregistrement, il y a à peu près 50 ans. « Je n'ai vu le Coral que quelques heures, le jour où on a enregistré ce solo » raconte-t-il ».
Le solo « d'orgue en plastique » de Donald Fagen est joué sur un Yamaha YC-30.
La chanson fait ses débuts sur le Billboard Hot 100 en novembre 1972 et atteint le numéro 6 des charts américains en février 1973.

## Accueil
Le site AllMusic qualifie la chanson comme « une chose remarquablement étrange pour un top 10 de radio » ainsi qu'« un morceau définissant le soft rock des années 1970 ».
Cash Box l'a décrit comme « un bel effort commercial avec beaucoup de potentiel en tant que disque à succès », ajoutant qu'il « est mis en évidence par une belle harmonie vocale et un superbe arrangement ».